# Mirandiba
Mirandiba is een gemeente in de Braziliaanse deelstaat Pernambuco. De gemeente telt 13.810 inwoners (schatting 2009).